# Лиам Хемсуърт
Лиам Хемсуърт (на английски: Liam Hemsworth) е австралийски актьор.

## Биография
Роден на 13 януари 1990 г. в Мелбърн. Лиам е по-малкият брат на актьорите Крис Хемсуърт и Лука Хемсуърт и син на Леони, учителка по английски език и Крейг Хемсуърт – социален работник.
Когато Хемсуърт е на 8 години, той и семейството му се преместват във Филипините на малък остров. Той прекарва голяма част от времето си в сърфиране с братята си. През март 2009 г. Хемсуърт заминава за САЩ, за да продължи кариерата си там.
Той се жени за певицата и актриса Майли Сайръс през декември 2018 г.

## Филмография

### Кино
| Година | Филм                                        | Оригинално заглавие                   | Роля                  | Бележки |
| ------ | ------------------------------------------- | ------------------------------------- | --------------------- | ------- |
| 2009   | Триъгълник                                  | Triangle                              | Виктор                |         |
| 2010   | Последната песен                            | The Last Song                         | Уил Блейкли           |         |
| 2012   | Игрите на глада                             | The Hunger Games                      | Гейл Хоторн           |         |
| 2012   | Непобедимите 2                              | The Expendables 2                     | Били „Хлапето“ Тимънс |         |
| 2013   | Любов и чест                                | Love and Honor                        | Мики Райт             |         |
| 2013   | Емпайър Стейт                               | Empire State                          | Крис                  |         |
| 2013   | Параноя                                     | Paranoia                              | Адам Касиди           |         |
| 2013   | Игрите на глада: Възпламеняване             | The Hunger Games: Catching Fire       | Гейл Хоторн           |         |
| 2014   |                                             | Cut Bank                              | Дуейн                 |         |
| 2014   | Игрите на глада: Сойка-присмехулка – част 1 | The Hunger Games: Mockingjay – Part 1 | Гейл Хоторн           |         |
| 2015   |                                             | The Dressmaker                        | Теди                  |         |
| 2015   | Игрите на глада: Сойка-присмехулка – част 2 | The Hunger Games: Mockingjay – Part 2 | Гейл Хоторн           |         |
| 2016   | Денят на независимостта: Нова заплаха       | Independence Day: Resurgence          | Джейк Морисън         |         |
| 2019   | Не е ли романтично?                         | Isn't It Romantic?                    | Блейк                 |         |

### Телевизия
| Година      | Филм                    | Оригинално заглавие   | Роля        | Бележки                         |
| ----------- | ----------------------- | --------------------- | ----------- | ------------------------------- |
| 2007        |                         | Home and Away         |             | телевизионен сериал, 1 епизод   |
| 2007        | Дъщерите на Маклауд     | McLeod's Daughters    | Деймън      | телевизионен сериал, 1 епизод   |
| 2007 – 2008 |                         | Neighbours            | Джош Тейлър | телевизионен сериал, 25 епизода |
| 2008 – 2009 | Принцесата на слоновете | The Elephant Princess | Маркъс      | телевизионен сериал, 26 епизода |
| 2009        |                         | Satisfaction          | Марк        | телевизионен сериал, 2 епизода  |